# Павлов, Владимир Всеволодович
Владимир Всеволодович Павлов (род. 22 марта 1940, Москва, СССР) — советский и российский актёр театра и кино, Заслуженный артист Российской Федерации (1997). Начиная с 1963 года один из ведущих актеров театра им. М. Н. Ермоловой.

## Происхождение
Происходит из дворянской семьи. Отец — ведущий советский искусствовед-египтолог Всеволод Владимирович Павлов (1898—1972), родом из села Бурынь Курской губернии. Мать — Екатерина Алексеевна Некрасова (1905—1989) родом из Симбирска, также известный советский искусствовед, специалист по английскому и русскому искусству.
Родителями отца были Владимир Владимирович Павлов (1864—1942) — выпускник Пажеского корпуса, действительный статский советник, предводитель Путивльского дворянства (скончался в Пирее, Греция) и княжна Лидия Дмитриевна Вадбольская (1872—1948). 
Родители матери — Алексей Дмитриевич Некрасов (1874—1960), сын московского протоиерея Димитрия Некрасова (ум. 1916), зоолог, историк биологии, профессор Московской сельскохозяйственной академии (с 1919), а также Нижегородского (Горьковского) университета (с 1928) и Лидия Ивановна Некрасова, урожденная Яковлева (1880—1942), филолог, искусствовед, этнограф, переводчик с английского и немецкого языков. Лидия Ивановна была репрессирована в 1937 году и погибла в ГУЛАГе.
Родной прадед Павлова по линии бабушки Л. И. Яковлевой — крупнейший чувашский просветитель и педагог Иван Яковлевич Яковлев (1848—1930), двоюродный дед (старший сын И. Я. Яковлева) — известный советский историк, член-корреспондент АН СССР Алексей Иванович Яковлев (1878—1951). 
Родная тётя (сестра матери) Анна Алексеевна Некрасова (1913—2003) — театральный режиссер, народная артистка РСФСР, художественный руководитель Драматической студии Центрального детского театра (ныне РАМТ). Двоюродная сестра (дочь А. А. Некрасовой) Алла Борисовна Покровская (1937—2019) — известная актриса театра и кино, театральный режиссер и педагог, народная артистка РСФСР. Двоюродный племянник (сын. А. Б. Покровской) — Михаил Олегович Ефремов (род. 1963), советский и российский актёр театра и кино, театральный режиссер, заслуженный артист России. 

Старшая сестра Владимира Павлова — известный советский и российский искусствовед-пушкинист Екатерина Всеволодовна Павлова (1934—2015).

## Биография
Детство Владимир провёл в Москве на улице Карла Маркса (ныне Старая Басманная), дом 25, кв. 3, где его семья из шести человек до 1953 года занимала комнату площадью, по разным воспоминаниям, от 6 до 8 кв. м в коммунальной квартире. Оттуда семья переехала в дом преподавателей МГУ на Ломоносовском проспекте, 14, где поначалу занимала две комнаты в трёхкомнатной коммунальной квартире.
Театром впервые заинтересовался ещё в школе, участвовал в драмкружке. Но пошёл по стопам родителей и в 1958—1962 годах учился на родном для них историческом факультете МГУ им. М.В. Ломоносова на отделении теории и истории искусства. Играл в студенческом театре МГУ. После университета некоторое время работал в Третьяковской галерее.
В 1963 году поступил студентом в Ермоловскую студию ГИТИСа и в том же году был принят в Московский драматический театр им. М.Н. Ермоловой, в котором играет по настоящее время. В 1968 году окончил ГИТИС по специальности «актёр драматического театра и кино» (педагоги — И. И. Соловьев, С. Х. Гушанский, В. С. Якут, Л. П. Галлис, А. Б. Шатрин, Л. Р. Орданская).
Помимо работы в театре, занимался преподаванием истории мировой культуры.

## Творчество

### Роли в театре
По состоянию на 2018 год играет в трёх постановках театра им. М.Н. Ермоловой: «Фотофиниш» (роль мистера Реджинальда), «Событие» (Шель) и «Портрет Дориана Грея» (лорд Дартмур).
Всего на Ермоловской сцене сыграл в 54 спектаклях. Основные роли: 
- Бусыгин («Старший сын» — Вампилов А. В.)
- Гюстав («Бал воров» — Ануй Ж.)
- Бертрам («Конец — делу венец» — Шекспир У.)
- Любим Торцов («Бедность не порок» — Островский А. Н.)
- моноспектакль («Кроткая» — Достоевский Ф. М.)
- Мельвиль («Мария Стюарт» — Шиллер Ф.)
- Кучумов («Бешеные деньги» — Островский А. Н.)
- Пекторалис («Железная воля» — Лесков Н. С.)
- моноспектакль («Сон смешного человека» — Достоевский Ф. М.)
- Сальери («Моцарт и Сальери» — Пушкин А. С.)
- Николай Платонович («Возлюбленная нами» — Бунин И. А.)
- Сэр Эндрю Эгьючийк («Двенадцатая ночь» — Шекспир У.)
- М-р Реджинальд («Фотофиниш» — Устинов П.)

### Фильмография
| Год       |     | Название                                    | Роль                                             |
| --------- | --- | ------------------------------------------- | ------------------------------------------------ |
| 1969      | тсп | Всегда на марше                             | Коля Филатов                                     |
| 1970      | тсп | Сентябрь                                    | учитель                                          |
| 1970      | ф   | Я — 11-17                                   | немец-заика                                      |
| 1971      | тсп | Суббота, воскресенье, понедельник           | Федерико                                         |
| 1974      | ф   | Контрабанда                                 | Александр Звонарёв                               |
| 1977      | тсп | Разлом                                      | Полевой                                          |
| 1979      | тсп | Мэри Поппинс                                | сторож Смит                                      |
| 1979      | тф  | Следствие ведут ЗнаТоКи. Подпасок с огурцом | любитель живописи и антиквариата                 |
| 1987      | тсп | Говори...                                   | Андрей Семёнович Нечипуренко (районный прокурор) |
| 1990      | мтф | Николай Вавилов                             | Имя персонажа не указано                         |
| 1997      | ф   | Чистилище                                   | Имя персонажа не указано                         |
| 1998      | тсп | Железная воля                               | Пекторалис                                       |
| 2000      | мтф | ДМБ-002                                     | огородник                                        |
| 2003      | ф   | Гололёд                                     | Имя персонажа не указано                         |
| 2008      | ф   | Сезон туманов                               | редактор                                         |
| 2010      | ф   | Москва, я люблю тебя!                       | Имя персонажа не указано                         |
| 2011—2012 | с   | Хозяйка моей судьбы                         | Семён Ильич                                      |
| 2015      | кор | Жаклин                                      | Имя персонажа не указано                         |

## Семья
У Владимира Павлова четверо детей: сыновья Алексей (род. 1975) и Всеволод (род. 1983) и дочери Екатерина (род. 1985) и Ольга (род. 1989). Никто из детей не пошёл в театральную или искусствоведческую сферу.

## Награды и звания
- Орден Дружбы (26 декабря 2016) — за заслуги в развитии отечественной культуры и искусства, многолетнюю плодотворную деятельность[5].
- Заслуженный артист Российской Федерации (25 августа 1997) — за заслуги в области искусства[6].
- Лауреат премии Мартеница (1990) и премии им. Свободина (1997), а также премий «Золотой витязь» за спектакли «Железная воля», «Кроткая» и «Сон смешного человека».